# Lonely (2NE1)
Lonely è un singolo del girl group sudcoreano 2NE1, pubblicato l'11 maggio 2011.

## Riconoscimenti
- Cyworld Digital Music Award
  - 2011 – Song of the Month (maggio)

### Premi dei programmi musicali
- Inkigayo
  - 29 maggio 2009

## Tracce
- Download digitale

1. Lonely – 3:30

## Classifiche

### Classifiche settimanali
| Classifica (2011) | Posizione massima |
| ----------------- | ----------------- |
| Corea del Sud     | 1                 |

### Classifiche di fine anno
| Classifica (2011) | Posizione |
| ----------------- | --------- |
| Corea del Sud     | 4         |